# Cyropolis

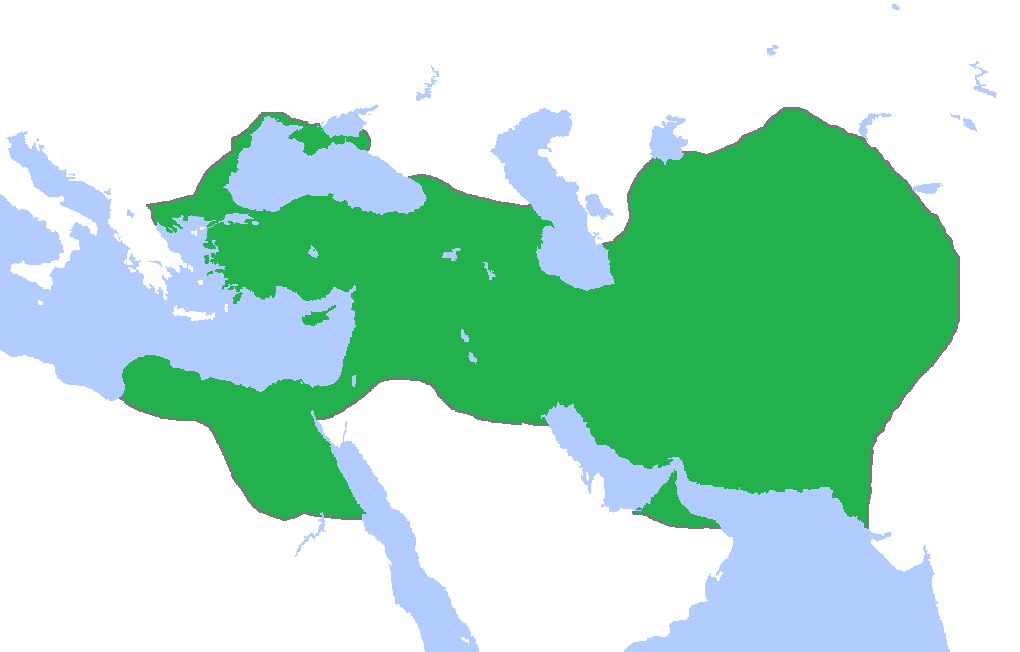
L'Empire Achéménides dans sa plus grande expansion.

Cyropolis (en grec : Κυρούπολις, La ville de Cyrus), est une ville de la Sogdiane sur l'Iaxarte, fondée par Cyrus le Grand en 544 avant J-C. Elle marquait la frontière de l'Empire Achéménide. 
Elle a été identifiée à Khodjent au Tadjikistan mais aussi à Istaravchan ou encore à Marguilan dans le khanat de Kokand.

## Histoire
C'est l'une des sept grandes villes de la Sogdiane, Alexandre le Grand l’assiégea avec difficultés en -329 mais d'autres sources telle Arrien citant Ptolémée, écrivent que la ville se rendit dès le début. Selon Aristobule, l'endroit a été pris d'assaut et tout le monde y a été massacré. La fondation d'Alexandrie sur l'Iaxarte à proximité dès  -329, montre en tout cas la volonté d'Alexandre d'établir une nouvelle cité pour délimiter son Empire et la protéger des invasions extérieures. La population de Cyropolis a pu y être déportée.